# Elisa Andessner

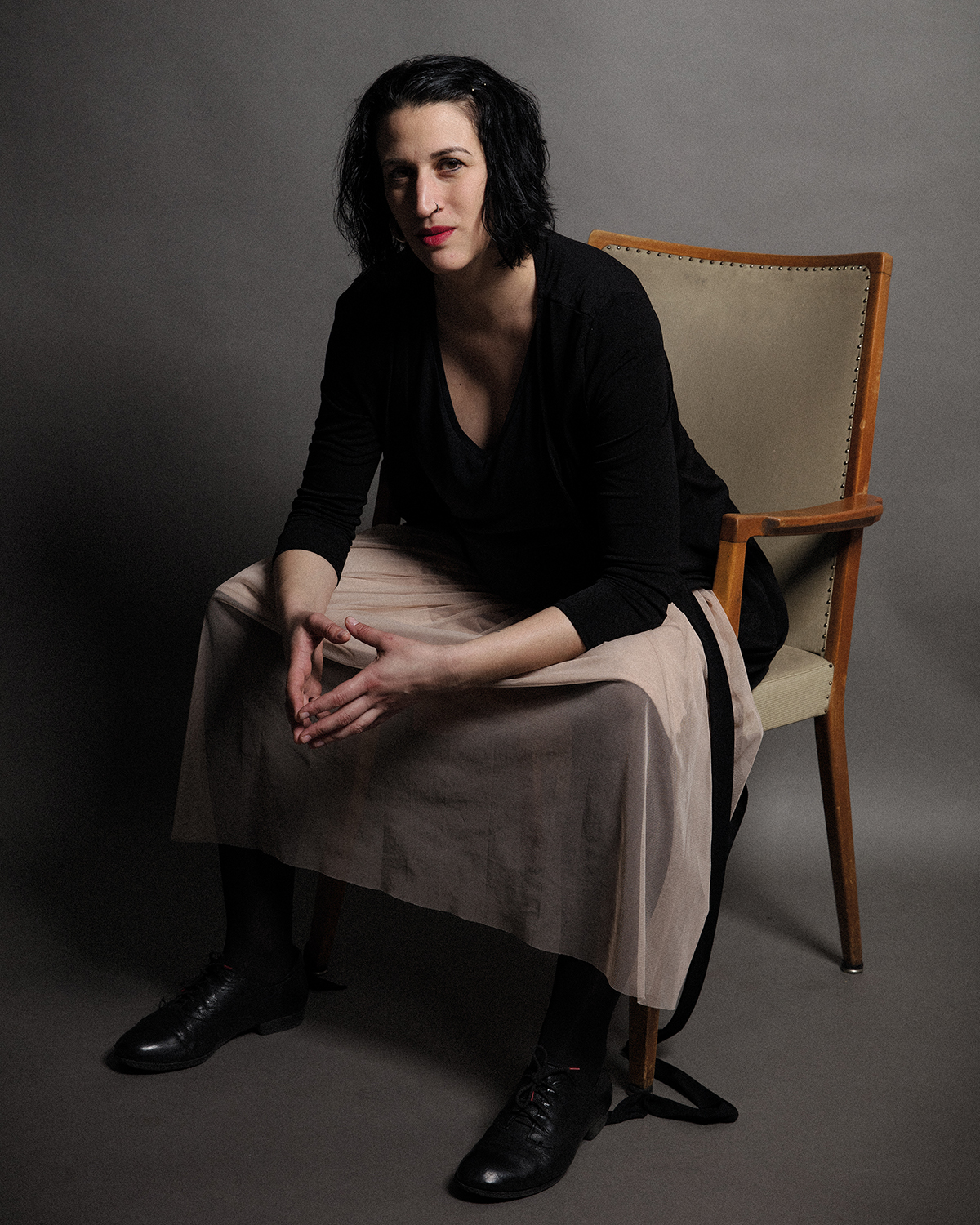
Porträt von Zoe Goldstein

Elisa Andessner (* 1983 in Leoben) ist eine österreichische Bildende Künstlerin und Kuratorin für Ausstellungen und internationale Austauschprojekte zwischen Künstlern. Sie lebt und arbeitet in Linz.

## Ausbildung
Elisa Andessner studierte zwischen 2001 und 2009 Experimentelle Visuelle Gestaltung an der Kunstuniversität Linz und Bildende Kunst an der École supérieure d’art et de design de Marseille. Sie wurde außerdem im Bereich Performancekunst von Boris Nieslony ausgebildet und erhielt weiteres Performancetraining von Monica Klingler. Von 2014 bis 2017 absolvierte sie einen Hochschullehrgang zur AAP-Stimm- und Sprechtrainerin an der Privaten Pädagogischen Hochschule der Diözese Linz.

## Kunst
Elisa Andessner ist freischaffende Künstlerin, die in den Bereichen Fotografie (vorrangig mit Selbstauslöser), Videokunst und Performancekunst arbeitet. Seit 2006 hat sie an zahlreichen Festivals, Ausstellungen und Artist-in-Residence-Programmen teilgenommen. Von 2006 bis 2013 war sie sehr fokussiert auf Performancekunst: Andessner organisierte die Performancereihe „Performancelaboratorium“, mehrere Performancefestivals und nahm als Künstlerin an internationalen Performancefestivals teil, zum Beispiel in Vietnam (14th Performance Art Conference, Ho Chi Minh City), Indonesien (Undisclosed Territories), Polen (Performanceplatform Lublin , Performance Arsenal Bialystok), Weißrussland (Navinki Festival Minsk), Spanien (Mujeres en Accion Madrid, Etica i Accio Girona), Belgien (Momentum Festival Brussels), der Schweiz (Kaskadenkondensator Basel, PPP Performanceplatform Bern), Deutschland (Paersche Cologne , Primakunst Kiel).
Im Jahr 2012 begann sie mit Selbstauslöserfotografie und Videokunst zu arbeiten. Von 2012 bis 2015 entwickelte sie die Fotoserie Surrender to spaces, eine Serie von Selbstauslöserfotografien, in welcher sie ihren eigenen Körper mit Räumen und Landschaften in Beziehung setzt. 2015 bis 2018 folgte die Fotoserie Between time and space. Dieses Projekt beschäftigt sich ebenfalls mit Körper, Raum und Performance, fügt jedoch eine Art Virtualität hinzu, indem sie beispielsweise mit Fotoprints im Foto arbeitet.

## Politische Kunst
Von 2009 bis 2010 hat Andessner gemeinsam mit dem belarussischen Künstler Denis Romanovski zum Thema „historische Phantome und Ideologie in der Wohnungsarchitektur“ unter dem nationalsozialistischen Terrorregime in Linz an der Donau sowie der stalinistischen Sowjetherrschaft in Minsk gearbeitet. Das Ergebnis war die Videoarbeit STALINKA HITLERBAU, das 2012 in der Ausstellung „Hitlerbauten“ im Stadtmuseum Nordico in Linz und beim Crossing Europe Film Festival 2013 gezeigt wurde.
Elisa Andessner ist eine professionell ausgebildete Sprecherin sowie Stimm- und Sprechtrainerin und arbeitet aktuell am Thema „Stimme und Geschlechterrollen“. Ein Ergebnis davon ist das Video Ulcinj and the female* voice. Seit ihrer Artist in Residence 2018 im ÖKF Teheran arbeitet sie immer mehr zu den Themen Geschlechterrollen, Feminismus und Frauenrechte. In Teheran hat sie ihre erste feministische Arbeit mit dem Titel Messages (2018–2019) gemacht. 2020 initiierte Andessner das Projekt PIRATE WOMEN*, eine Serie von Gruppenfotos, die sich mit der Erweiterung von traditionellen Frauenbilder auseinandersetzt und sich zum Ziel macht, der visuellen Unterrepräsentanz von Frauen* im kollektiven Bildarchiv entgegenzuwirken.
2021 organisierte sie das Projekt FEMALE* UPGRADE, ein Projekt, das die Umbenennung der Glaubackerstraße in Linz in Agathe-Doposcheg-Schwabenau-Straße fordert. Die Glaubackerstraße ist eine Straße, die nach dem Maler Franz Glaubacker bekannt wurde, der ein Mitglied der NSDAP war. Agathe von Schwabenau war eine wichtige, engagierte Künstlerin in Linz.

## Artist in Residence
Elisa Andessner hat bereits mehrere Residencies absolviert, zum Beispiel in Juchitán de Zaragoza, in Mexiko (OÖ Air Programms der OÖ Landes Kultur GmbH), im Iran (Österreichisches Kulturforum Teheran), Deutschland (Künstlerhaus Dortmund), Italien (Gastateliers des Landes Oberösterreich in Paliano und Malo), Österreich (Hotel Pupik) und der Schweiz (Museum in Bewegung, Prättigau).

## Kuratorische und internationale Projekte
Andessner organisiert regelmäßig Austausch- und Ausstellungsprojekte mit lokalen und internationalen Künstlern und Kunstinitiativen, sowie Performanceveranstaltungen und ‑festivals:
2010–2015, Veranstaltungsreihe Performancelaboratorium  im BB 15 – Raum für Kunst und Kultur in Linz, u. a. in Kooperation mit PAN Vienna Performance Art Network, Bbeyond Belfast und Interval Essen.
2010, internationales Performancefestival Soft Bodies , in Kooperation mit Didi Bruckmayr, Ars Electronica Festival und bb15-Raum für Kunst und Kultur.
2011, internationales Performancefestival Rundum das Feld, am Wasser am Winterhafen in Linz, in Kooperation mit Sibylle Ettengruber, Amel Andessner, BB 15 – Raum für Kunst und Kultur und STWST Linz.
2012, Performance Project Day, in Kooperation mit Red Sapata und BB 15 – Raum für Kunst und Kultur.
2011, 2013 und 2015 organisierte sie die Veranstaltungsreihe Die Kunst der Begegnung gemeinsam mit asa international und Die Fabrikanten mit. Es kamen Performancekünstler aus Hong Kong, den Philippinen und China nach Linz. Die Kunst der Begegnung ist ein laufendes Projekt von Boris Nieslony, der asiatische Performancekünstler nach Europa einlädt, um lokale Künstler in Österreich, Deutschland, der Schweiz und Belgien zu treffen und mit diesen zusammenzuarbeiten.
Elisa Andessner hat Ausstellungen kuratiert im Atelierhaus Salzamt, Künstlerhaus Dortmund, Künstlervereinigung MAERZ, die KUNSTSAMMLUNG des Landes Oberösterreich und Austauschprojekte organisiert mit Künstlern aus Linz, Wien, Dresden, Belfast, Brüssel, Bologna und Teheran.

## Sammlungen und Ausstellungen

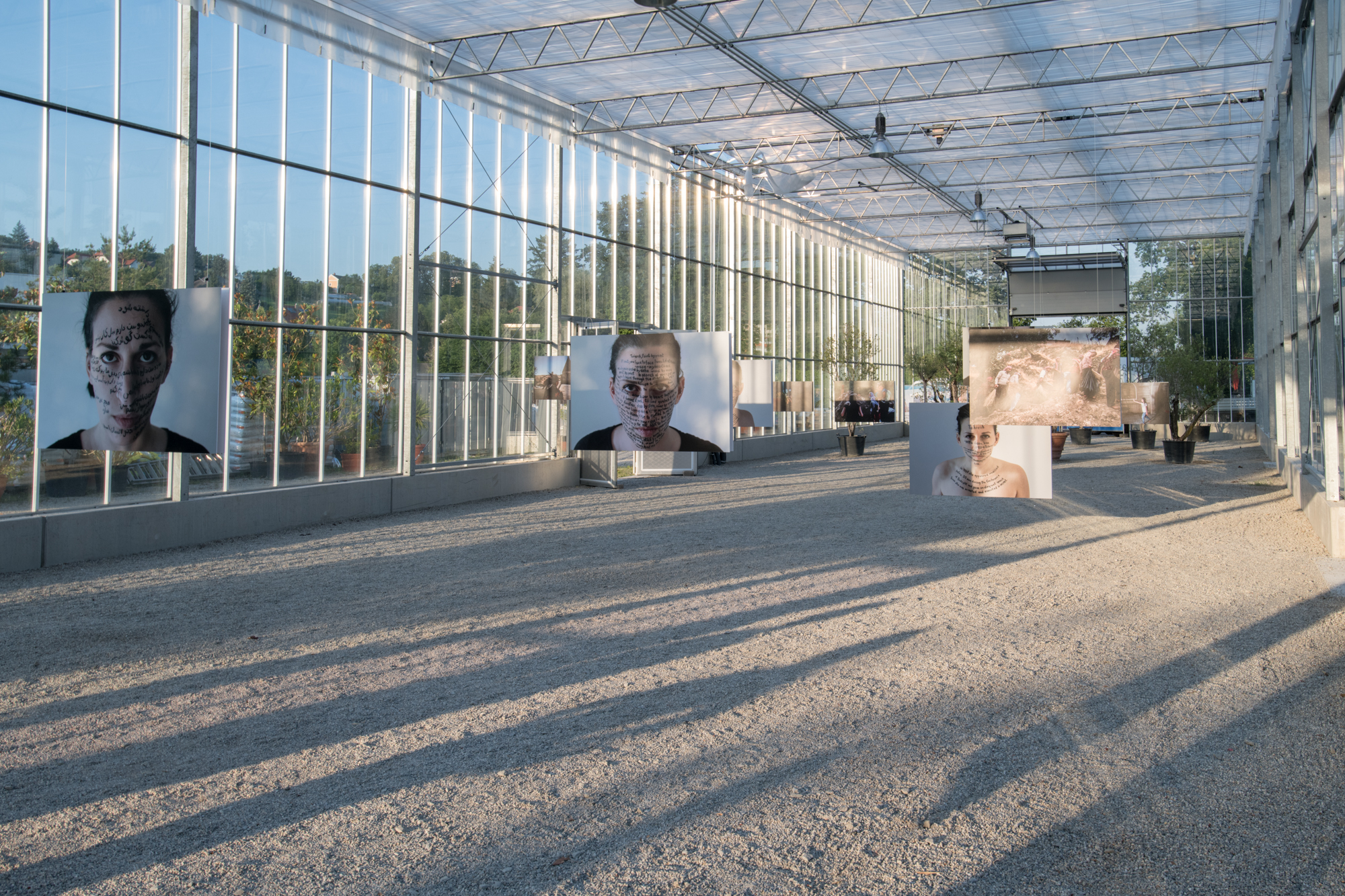
Frauenwelten (Festival der Regionen 2019)

Elisa Andessner wurde mit Kunstpreisen, Stipendien und Kunstankäufen öffentlicher Kunstsammlungen geehrt. Ihre Arbeiten sind Teil der Fotosammlung des Bundes, OÖ-Landes Kultur-Gmbh, die KUNSTSAMMLUNG des Landes OÖ, Kunstsammlung der Stadt Linz. Ihre Arbeiten ausgestellt in der Soo Gallery Teheran, Muzeji i galerije Podgorice, Künstlerforum Bonn, Künstlerhaus Dortmund, Galerie 5020, Francisco Carolinum Linz, Motorenhalle Dresden, Porgy & Bess Vienna, Festival der Regionen, Künstlervereinigung MAERZ, die KUNSTSAMMLUNG des Landes OÖ, Architekturforum Oberösterreich, Medienwerkstatt Wien, Offenes Haus Oberwart, Lux Art Gallery Triest, Brunnhofer Galerie, Atelierhaus Salzamt und andere.

## Preise und Stipendien
Andessner erhielt 2014 den Talentförderpreis für Fotografie des Landes Oberösterreich, 2015 den Gabriele-Heidecker-Anerkennungspreis, 2015 das Kunstförderstipendium der Stadt Linz. Bereits mehrere Male erhielt sie Projektstipendien der Stadt Linz.

## Publikationen
- PIRATE WOMEN*: PIRATE WOMEN*[42]
- Surrender to spaces. Bildband, Linz 2015, ISBN 978-3-9504077-0-9.
- Being human[43]
- Performancelaboratorium[19]